# 7 juillet 2007
Le samedi 7 juillet est le 188e jour de l'année 2007.

## Décès
- Baya Jurquet, militante féministe, antiraciste et anticolonialiste algéro-française[1].
- Anne McLaren, biologiste et généticienne britannique. Principale figure dans la biologie développementale.
- Jacques Robin, médecin, résistant, ayant marqué la vie intellectuelle française dans sa recherche d'une approche transversale de la politique et des sciences.
- John Szarkowski, conservateur du Museum of Modern Art et photographe.

## Événements

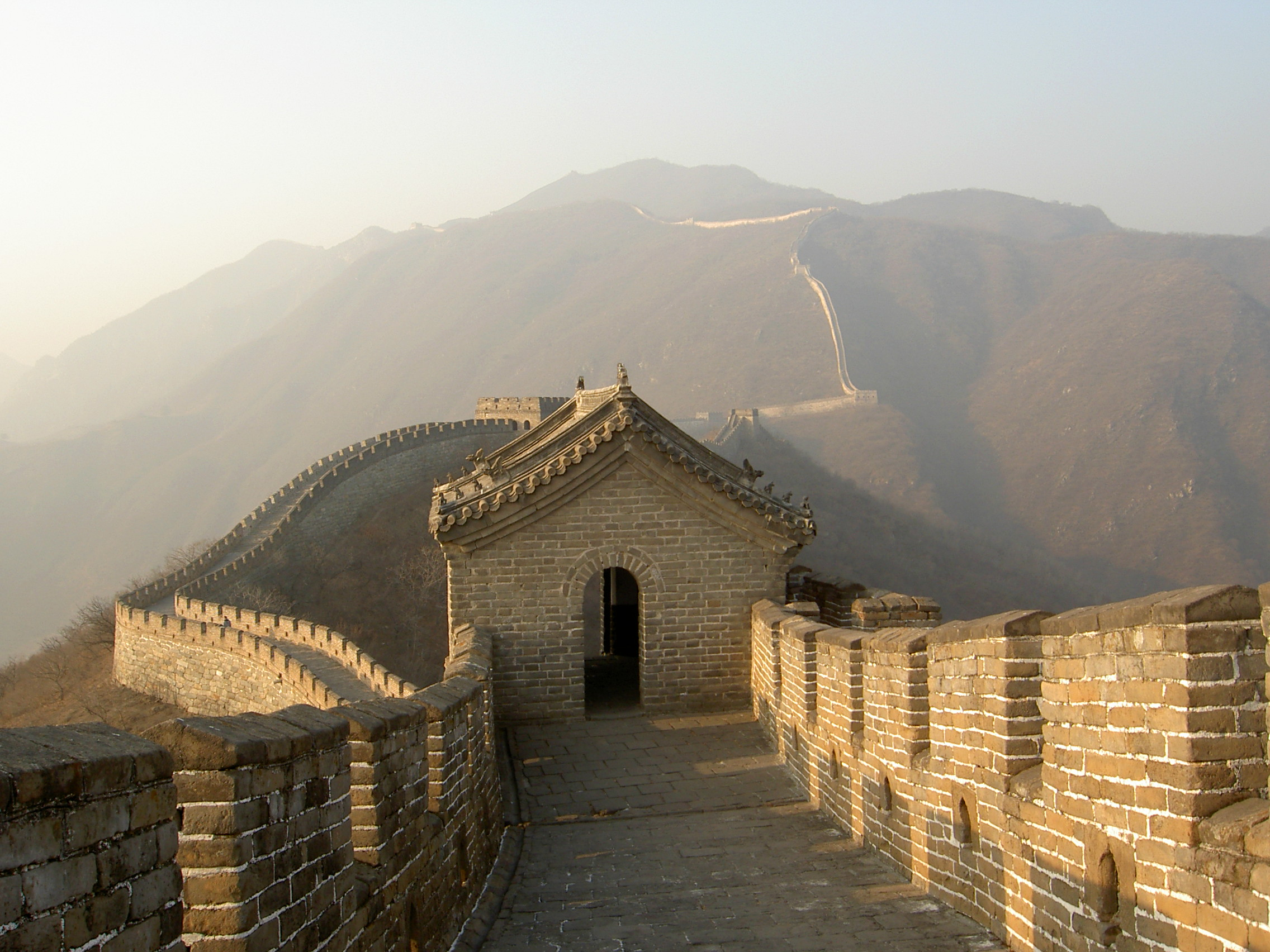
La Grande Muraille de Chine

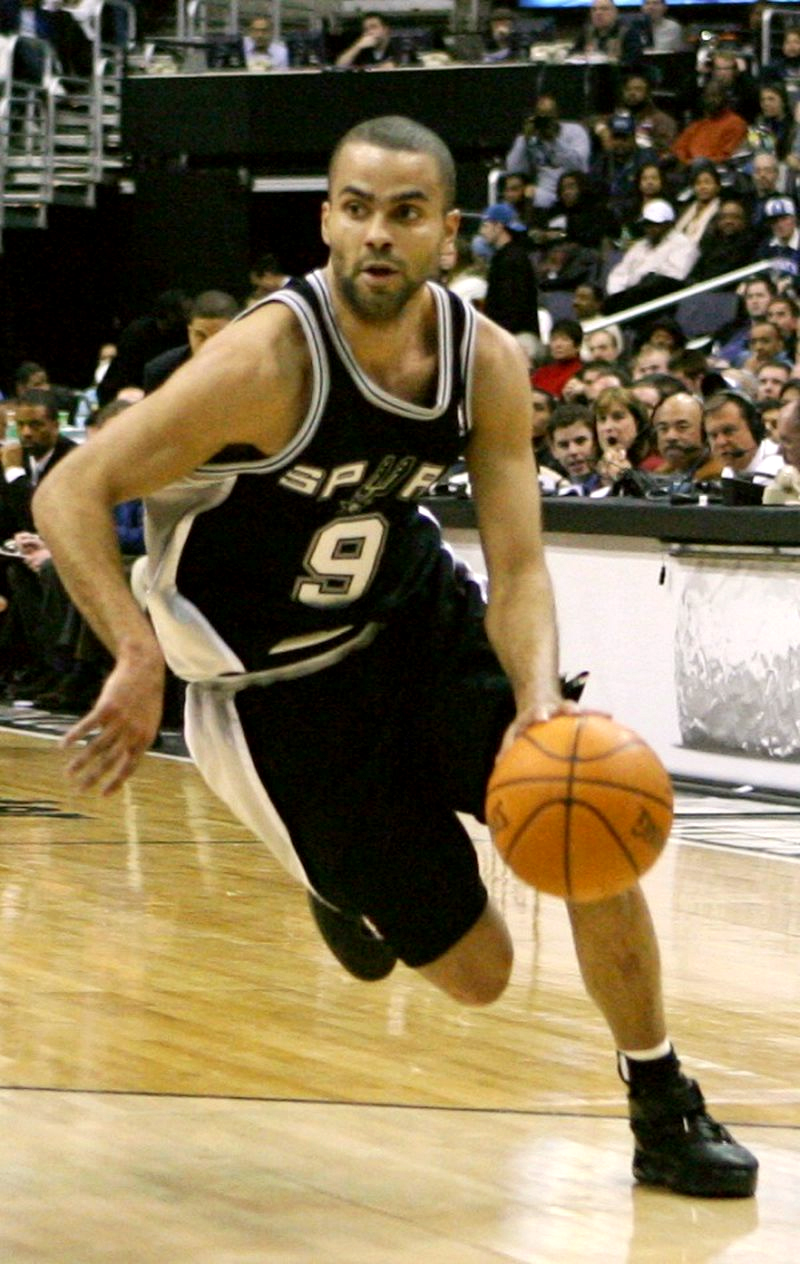
Tony Parker, sous le maillot des Spurs

- Internet : Publication du résultat du vote sur Internet pour désigner les sept nouvelles merveilles du monde, auquel ont pris part près de 100 millions d'internautes à travers le monde. L'organisation de ce scrutin a été critiquée par l'Unesco, qui considère que les nouvelles merveilles du monde sont les 831 sites répertoriés sur la liste du patrimoine mondial.
- Musique - Environnement : Live Earth, série de concerts simultanés à vocation écologique pour combattre la crise climatique (cat). Il s'agit, d'un concert donné simultanément dans plusieurs pays.
- Sports : 
  - Gymnastique : 13e Gymnaestrada mondiale à Dornbirn en Autriche, jusqu'au 14 juillet.
  - Tir : Championnats du Monde de sarbacane sportive.
  - Tour de France : Départ du Tour de France 2007 de Londres, où se dispute le prologue, remporté par le Suisse Fabian Cancellara (Team CSC), qui s'empare du premier maillot jaune.
- France : à Paris, le sportif français Tony Parker et l'actrice Eva Longoria se marient civilement.
- Vatican : Publication par le pape Benoît XVI du motu proprio Summorum Pontificum, accompagné (ce qui est inhabituel) d'une lettre pastorale adressée aux évêques, destiné à mettre fin au conflit avec les Catholiques traditionalistes. L'Église libéralise l'emploi de l'édition typique 1962 du missel romain (avec la forme de la messe en latin d'avant Vatican II) — à laquelle ceux-ci étaient très attachés — sans remettre en cause la liturgie issue de Vatican II, la messe de Vatican II restant la référence.